# (3252) Johnny
(3252) Johnny es un asteroide perteneciente al cinturón de asteroides, descubierto el 2 de marzo de 1981 por Schelte John Bus desde el Observatorio de Siding Spring, Nueva Gales del Sur, Australia.

## Designación y nombre
Designado provisionalmente como 1981 EM4. Fue nombrado Johnny en honor al actor y presentador estadounidense Johnny Carson.